# Prosoplus mediovittatus
Prosoplus mediovittatus là một loài bọ cánh cứng trong họ Cerambycidae.